# 主教の庭から見たソールズベリー大聖堂
『主教の庭から見たソールズベリー大聖堂』（しゅきょうのにわからみたソールズベリーだいせいどう、Salisbury Cathedral from the Bishop's Grounds）は、19世紀のイギリスの風景画家ジョン・コンスタブルが1823年に描いた風景画である。中世イングランドを代表する教会であるソールズベリー大聖堂を描いたもので、コンスタブルの最も有名な作品の一つである。コンスタブルの親友であるソールズベリー主教ジョン・フィッシャーの依頼で制作された。1857年に遺贈されて以来、ロンドンのヴィクトリア&アルバート博物館に所蔵されている。

## 歴史

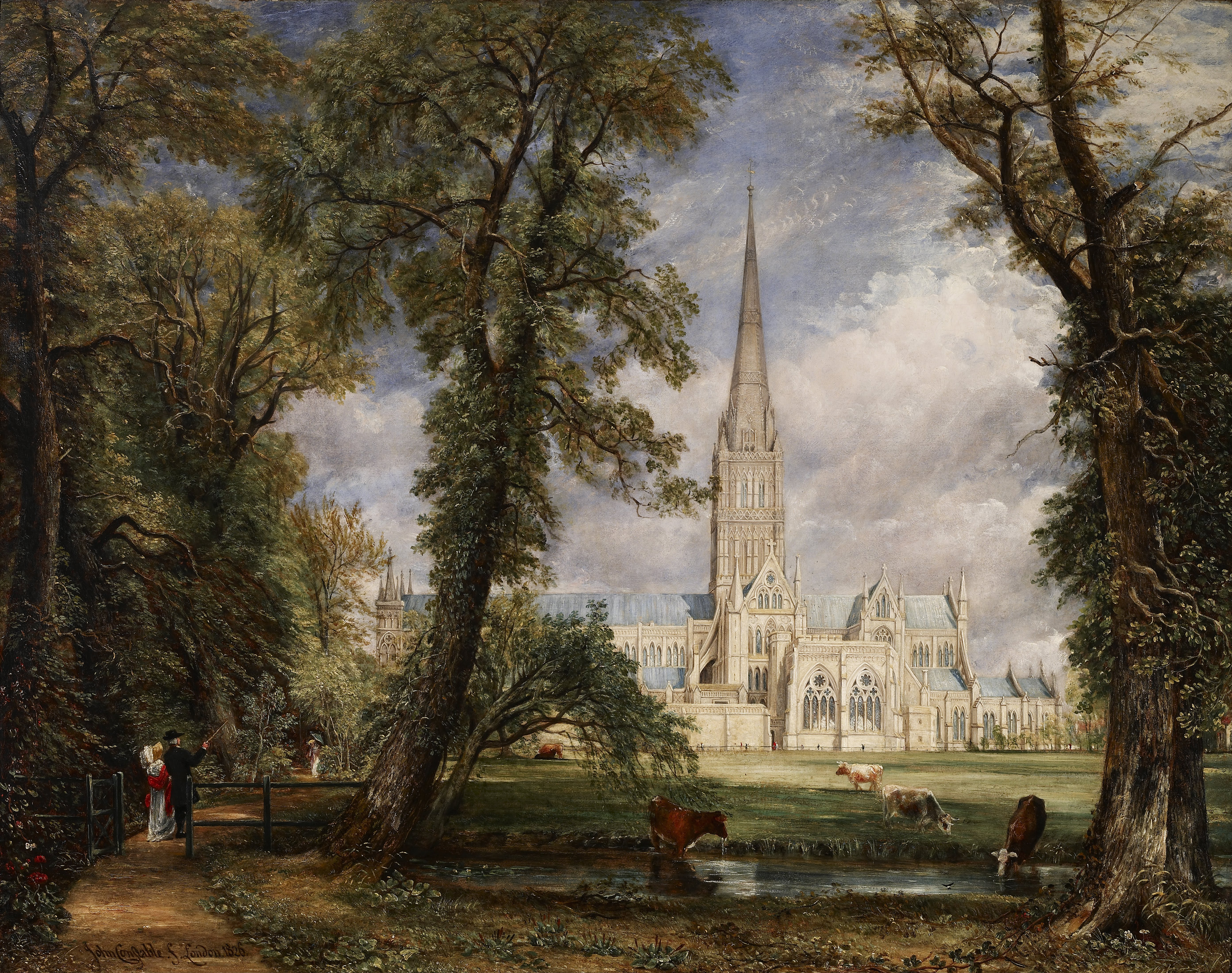
フリック・コレクション所蔵の1825年の複製

コンスタブルは1811年にソールズベリーを訪れ、大聖堂を南東側、南西側、東側からスケッチした。コンスタブルは1820年にソールズベリーを再訪し、大聖堂の南東側の主教館の庭からの視点を選んでさらにスケッチを重ね、ロンドン版のモデルとなった油彩スケッチ（オタワ・カナダ国立美術館所蔵）を描いた。この絵の中には、左下にフィッシャーとその妻の姿が描かれている。1823年のロイヤル・アカデミーにロンドン版が出品された後、コンスタブルは「私の大聖堂はとてもよく見えます。私がこれまでにイーゼルにかけた風景画の中で、最も難しい題材でした。私は窓やバットレスなどの作業にひるむことはありませんでした。しかし、私はいつものようにキアロスクーロの逃避行をしました」と述べた。依頼主のフィッシャーは、大聖堂の背景に暗雲が描かれていることに不満を述べ、小型の複製を注文した際に「もっと穏やかな空を」とリクエストした。
この絵の原寸大の複製が、ニューヨークのフリック・コレクションに所蔵されている。この複製は、オリジナルと描かれている天候や光の具合が異なる。ロンドン版では背景が曇り空であるのに対し、フリック版では晴れ渡った明るい空が背景に描かれている。この複製は、フィッシャーがコンスタブルに手紙でオリジナルのロンドン版の空を描き直してほしいと依頼したことから、1825年に制作された。しかし、コンスタブルがこの複製を完成させる前にフィッシャーは亡くなった。フリック版の原寸大の習作がメトロポリタン美術館に所蔵されている。

## その他の版

サンパウロ美術館所蔵の作品。1821–22年制作、89 × 114 cm

サンパウロ美術館には同名の小さいサイズの作品が所蔵されている。これは、1821年から1822年にロンドン版の制作のために描かれた油彩スケッチである。
1823年から1826年にかけて制作された62.9×75.9cmの小さな版が、カリフォルニア州サンマリノのハンティントン・ライブラリーに所蔵されている。これは、ジョン・フィッシャーの娘のエリザベスの結婚祝いのために描かれたものである。
コンスタブルは他にも、『エイボン川から見たソールズベリー大聖堂とリーデンホール』(Salisbury Cathedral and Leadenhall from the River Avon)（1820年）、『草原から見たソールズベリー大聖堂』(Salisbury Cathedral from the Meadows)（1831年）など、ソールズベリー大聖堂の風景を数多く描いている。